# Lille Fives
Lille Fives (o Fives) è un quartiere popolare dell'est di Lilla facente parte, assieme ad Hellemmes, del  Cantone di Lilla-Est e conta circa  19 000 abitanti. Il tasso di disoccupazione è altissimo. La linea 1 della Metropolitana di Lille attraversa il quartiere, che resta essenzialmente residenziale, fermando nelle stazioni di Marbrerie e Fives. Fives fa parte della città di Lilla dal 1862.